# 拉斐尔·贝尼特斯
拉斐尔·贝尼特斯·毛德斯（西班牙語：Rafael Benítez Maudes，1960年4月16日—），出生於西班牙馬德里的西班牙人，是著名的足球主教練，曾執教英超球會利物浦六年。
賓尼迪斯是足球歷史上唯一贏得歐霸盃、歐洲超級盃、欧洲冠军联赛和世界冠軍球會杯的主教練。貝尼特斯喜愛改造球員，給球員多踢不同的位子。

## 生平
賓尼迪斯早年與其他很多教練一樣由球員出身，球員時代出自皇馬青訓，但終其球員生涯都平淡無奇，比較注目的是他曾參與1979年世界大學生運動會，在比賽取得入球。26歲掛靴後也是直接進入了皇馬教練組，並在皇馬各級梯隊執教長達8年，在最後的球季他更是成為了當時皇馬主帥迪保斯基的助教。

### 早期
後來轉任主教練，也只是在西班牙執教一些小球會，自在2001年起執教西甲球會華倫西亞後，才廣為人熟悉。他執教華倫西亞期間，帶領球隊力壓如日中天的皇家馬德里和巴塞羅那，取得兩屆西班牙甲組聯賽冠軍，一次歐洲足協盃，並為老化中的球隊注入生氣。

### 利物浦
2004年中轉教英超球會利物浦，甫上位第一年，贝尼特斯就率领利物浦打入欧洲冠军决赛。面对AC米兰，结果在上半场落后三球的情况下，下半場连扳三球，幫助利物浦取得歐冠盃冠軍。這使賓尼迪斯被視為歐洲最優秀教練之一。賓尼迪斯成了第三位能夠連續兩季帶領球隊奪得歐洲足協盃冠军及歐洲冠軍聯賽冠军的教练，上兩位領隊是佩斯利及葡萄牙人若泽·穆里尼奥。他也是第二位領隊能於首季上任即能奪取歐聯冠軍，第一位是费根。
賓尼迪斯的主要戰略與其前任侯利亞時代有著明顯的不同。雖然兩個時期的後防都很穩健，但防守的陣法是有別的，賓尼迪斯時期後防線較從前推得更前，以較緊密的距離以保持控球權，而且著重中場的控制與前鋒的合作意識，因此較為個人主義的巴路士和施斯均不受賓尼迪斯重用；任內購入的古治及克劳奇因善於與隊友合作和參與更多防守工作，則深受重用。
此外，賓尼迪斯也喜歡從西班牙甲組足球聯賽羅致祖國的球員，如沙比·阿朗素、連拿、費蘭度·托利斯、艾比路亞、路易斯·加西亞等，為英超其他球會爭相仿傚。
賓尼迪斯帶領紅軍於2005-06年度英超取得82分，是當時利物浦參與英超以來最高分。相比於以往，僅侯利亞能於01-02年度球季以80分帶領利物浦得第二名。同年，利物浦再次上演神奇逆转，击败西汉姆夺取了英格兰足总杯冠军。
2008年初，利物浦兩位美國主席意見分歧，揚言出售球會，也與賓尼迪斯意見不合，有消息指下季將以德國人奇連士文取代。2008年2月，該隊在足總盃賽事中被英冠球隊班士利擊敗，賓尼迪斯下台之呼聲已漸漸響起。至3月，賓尼迪斯的陣式開始固定，於歐聯賽事亦有良好表現，令他的帥位重新穩固。
2008-09賽季中，利物浦一度與曼聯在英超冠軍寶座中爭持得十分激烈，當季利物浦更曾在客場以 4–1 大破曼聯；雖然利物浦最終仍無法贏得聯賽冠軍，但這是他們自2001-02年後，首次能夠以亞軍姿態完成聯賽。
利物浦於2009-10球季僅得第七名，而賓尼迪斯亦於2010年6月3日結束六年執教利物浦生涯。

### 國際米蘭
6月10日刚刚送走三冠王教头穆里尼奥的国际米兰俱乐部正式宣布这位西班牙名帅入主聖西路球場，签约2年，他也成为为数不多的执教过英、意、西三大联赛的教练。任教僅6個月，雖率領國際米蘭獲得意大利超級盃冠軍和世冠盃冠軍，但因為賓尼迪斯與球員（如馬特拉斯、史坦高域等）關係惡劣和其訓練方式令球隊戰績大幅下滑，於2010年12月23日而雙方同意提前解約。

### 車路士
2012年11月21日，車路士宣布委任賦閒在家接近兩年的賓尼迪斯，出任暫代領隊到季尾，代替被辭退的迪马特奥，但是次換帥引起不少車路士球迷的不滿。
雖然2012年世冠盃決賽敗於哥連泰斯，但下半季他輪換得宜，以及提升前利物浦球員托利斯的狀態，並當選英超四月最佳領隊。
2012/13賽季歐霸盃方面，賓尼迪斯帶領球隊於決賽2-1戰勝葡超勁旅賓菲加，贏得歐霸盃冠軍，這使他成為繼查帕東尼後，第二位於兩支不同的球隊贏得歐洲聯盟杯/歐洲聯賽的領隊。5月19日，在他最後一場切爾西比賽，車路士以2-1主戰勝埃弗顿，確保英超第三名並獲得下屆歐冠席位。

### 拿坡里
2013年5月27日，拿玻里主席公布賓尼迪斯於2013-14球季到意甲的執教，簽約2年。第一季執教並贏得意大利盃冠軍。

### 皇家馬德里
2015年6月3日，皇家馬德里宣佈賓尼迪斯上任，簽約3年。
帶領皇馬其間與多位大牌核心嚴重不合，更在2015年11月21日與巴薩的國家德比中在主場0：4慘遭血洗，貝尼特斯顏面掃地、聲勢跌落谷底。
2016年1月5日，貝尼特斯慘遭羞辱性解雇，因為沒有任何皇馬高層通知他已經解約，反而是藉由報導才得知帥位已除，事後本人表示"受傷、憤怒和失望"，離開皇馬時沒有與球會任何人話別，結束僅7個月的慘痛皇馬生涯。離隊後只有卢卡·莫德里奇透過社交網站送上告別。

### 紐卡素
2016年3月11日，紐卡素宣佈由賓尼迪斯接替被辭退的史提夫·麥卡倫擔任新領隊，簽約3年。
2016年10月當選英冠該月最佳教練，開季至此五戰全勝。最終賓尼迪斯亦順利帶領紐卡素重返來季英超。

### 大连一方
2019年7月2日北京时间下午4点，大连一方足球俱乐部官宣拉法·贝尼特斯先生成为一方新任主帅。从此正式开始了他的中超联赛的执教生涯。
2021年1月24日，大连人足球俱乐部官方消息，贝尼特斯因个人原因不再担任球队主帅。

### 埃弗顿
贝尼特斯于2021年6月30日被任命为英超俱乐部埃弗顿的主帅，合同为期三年，接替离职加入皇家马德里的安切洛蒂。
由於戰績不佳，近13場聯賽只有1場勝仗和多達9場敗仗，加上諾域治以2:1擊敗愛華頓，最終愛華頓於2022年1月16日宣布解僱賓尼迪斯。

## 執教球隊榮譽
瓦伦西亚
- 西班牙足球甲级联赛冠軍  : 2001-02年，2003-04年
- 歐洲足協盃冠軍 : 2003-04年

 利物浦
- 英格蘭足總盃冠軍  : 2005-06年
- 英格蘭社區盾冠軍  : 2006年
- 歐洲冠軍聯賽冠軍  : 2004-05年
- 歐洲超級盃冠軍  : 2005年

 國際米蘭
- 意大利超級盃冠軍  : 2010年
- 国际足联世界俱乐部杯冠軍  : 2010年

 切尔西
- 欧联杯冠軍 : 2012-13年

 拿玻里
- 意大利盃冠軍  : 2013-14年
- 意大利超級盃冠軍  : 2014年

 纽卡斯尔联
- 英格兰足球冠军联赛冠軍  : 2016-17年

## 逸事
在入主红军后，贝尼特斯大笔的购入心仪球员，在执教英超赛场，贝尼特斯曾经连续99场比赛都派出不同的首发阵容。无论是在瓦伦西亚、还是再利物浦，再到国米，贝尼特斯将4-2-3-1发挥到极致，他是4-2-3-1阵型的坚实拥趸，而4-2-3-1也成为风靡欧洲的一种战术。贝帅也成为名符其实的战术大师。
但是貝尼特斯在更衣室處理方面明顯短板，在待過的球隊中都與隊中大牌相處矛盾，在利物浦與謝拉特不合，在國米和皇馬與諸多主力球星不合。

## 外部連結
- Liverpool FC Official Website profile[永久]
- Manager profile at LFChistory.net
- Manager profile at This Is Anfield[永久]
- Complete management career stats at Liverpool-kop.com （页面存档备份，存于）
- 足球資料庫：Rafael Benítez的領隊統計數據
- La Liga manager stats at www.lfp.es （页面存档备份，存于）
- Segunda División manager stats at www.lfp.es （页面存档备份，存于）
- Spanish football awards （页面存档备份，存于）

| 前任： 迪馬堤奧 | 車路士教练 2012-2013 (暫代領隊) | 繼任： |